# Hermann Bielohlawek
Hermann Bielohlawek (2. srpna 1861 Vídeň – 30. června 1918 Vídeň) byl rakouský křesťansko sociální politik, na přelomu 19. a 20. století poslanec Říšské rady.

## Biografie
Měl se stát zámečníkem, ale angažoval se politicky v Křesťansko sociální straně Rakouska a v profesních organizacích. Roku 1889 se stal viceprezidentem Rakouského svazu obchodních úředníků. Byl městským radním a poslancem Dolnorakouského zemského sněmu. Redigoval list Wiener kaufmännische Blatt a Österreichische Volkspresse. Byl referentem zemské komise pro podporu živností a v letech 19051918 vedl v zemském výboru správu zemských sociálních ústavů. Zasloužil se o zřízení ústavů péče o děti.
Na konci 19. století se zapojil i do celostátní politiky. Ve volbách do Říšské rady roku 1897 získal mandát v Říšské radě (celostátní zákonodárný sbor) ve všeobecné kurii, 1. volební obvod: Vídeň, vnitřní město, Leopoldstadt. Do parlamentu se po jisté přestávce vrátil ve volbách do Říšské rady roku 1907, konaných poprvé podle všeobecného a rovného volebního práva, za obvod Dolní Rakousy 3. Profesně byl k roku 1907 uváděn jako obecní radní a člen zemského výboru. Z hlediska klubové příslušnosti se k roku 1909 uvádí jako člen klubu Křesťansko-sociální sjednocení.